# 鈴木涼美
鈴木 涼美（すずき すずみ、1983年7月13日 - ）は、日本の作家、エッセイスト、コメンテーター、元日本経済新聞社記者、元AV女優である。慶應義塾大学環境情報学部卒業、東京大学大学院学際情報学府の修士課程を修了。東京都中央区出身。父は法政大学名誉教授の鈴木晶、母は翻訳家の灰島かり。2009年から2014年まで日本経済新聞社で勤務していた。
中編小説『ギフテッド』が第167回芥川龍之介賞候補、『グレイスレス』が第168回芥川龍之介賞候補に選出された。

## 経歴

### 幼少期・学生時代
1983年（昭和58年）7月13日（水曜日）、聖路加国際病院で法政大学名誉教授鈴木晶を父に、翻訳家灰島かりを母に生まれた。6才から神奈川県鎌倉市に転居。小学校5年生から父親のサバティカルに同行して渡英し、2年ほどロンドンハムステッドの私立女子校セント・マーガレット・スクールに通った。
1999年（平成11年）から2001年（平成13年）までは「ブルセラ少女」として高校生活を過ごす。放課後は渋谷109にたむろし、クラブやカラオケ三昧の“ギャル”として過ごすとともに、宮台真司や大塚英志などを愛読した。清泉小学校、清泉女学院中学校、明治学院高等学校を経て、慶應義塾大学環境情報学部を卒業し、東京大学大学院学際情報学府の修士課程を修了。

### AV女優時代
横浜・新宿でキャバクラ嬢として働き出し、アダルトビデオのスカウトとの交際をきっかけに慶應義塾大学在学中にAVデビュー。のちにAV出演の過去を明らかにする。鈴木涼美の“AV歴の告白”によって、大学在学中にAV出演していた、という事実が判明する。

### 新聞記者時代
2009年（平成21年）から日本経済新聞社に入社。都庁記者クラブ、総務省記者クラブなどに配属され、地方行政の取材を担当する。2013年（平成25年）に東京大学大学院学際情報学府で執筆した修士論文が『AV女優の社会学　なぜ彼女たちは饒舌に自らを語るのか』として書籍化される。『NEWSポストセブン』で井上章一に取り上げられたほか、水無田気流に「語ることと語り得ぬことの相剋に立つ、異才の書」と評され、佐々木敦に「熱い文体と分析が魅力」と評価された。紀伊國屋じんぶん大賞第29位に、『ダカーポ』で今年最高の本!第7位に選出された。

### 作家時代
2014年（平成26年）8月に退社し、11月に自身2冊目の著書『身体を売ったらサヨウナラ 夜のオネエサンの愛と幸福論』を刊行。AV出演が明らかになって日本経済新聞社を退社したと『週刊文春』にて記事にされるが、それが退社の原因ではないと否定している。
2017年（平成29年）『身体を売ったらサヨウナラ 夜のオネエサンの愛と幸福論』が映画化。『ミッドナイトスワン』で第44回日本アカデミー賞 優秀監督賞・優秀脚本賞を受賞した内田英治がメガホンをとった。配給は東映ビデオ。
以後、慶應卒、東大大学院卒、元AV女優、元日経新聞記者、元都議会担当記者など多数の肩書でメディア出演する。夜働く女性たちに関するエッセイや、恋愛・セックスのコラムを多数執筆。

### 芥川龍之介賞候補
2022年（令和4年）には小説『ギフテッド』で第167回芥川龍之介賞候補に推される（受賞はならず）。中編小説デビュー作にあたる。内容は、歓楽街の片隅のビルに暮らすホステスの私が、重い病に侵された母を引き取り看病し始める。母はシングルのまま私を産み育てるかたわら数冊の詩集を出したが、成功を収めることはなく、濃厚な死の匂いの立ち込める中、「私」の脳裏をよぎるのは、少し前に自ら命を絶った女友達のことだった、となっている。夜の街の住人たちの姿を圧倒的なリアリティに迫った新世代の日本文学と寸評されている。
2024年（令和6年）、結婚した。

## 人物
- 身長158cm、靴23cm、スリーサイズ B93cm／W68cm／H90cm、血液型はO型[28]
- 特技は勉強、英語。趣味はカラオケ、読書[28]

## 著書

### 単行本
- 「AV女優」の社会学 なぜ彼女たちは饒舌に自らを語るのか（2013年6月、増補新版2023年5月、青土社）、ISBN 978-4-7917-7552-1
- 身体を売ったらサヨウナラ 夜のオネエサンの愛と幸福論（2014年11月、幻冬舎、ISBN 978-4-3440-2680-3 / 2016年12月、幻冬舎文庫、ISBN 978-4-3444-2551-4）
  - 映画『身体を売ったらサヨウナラ』（2017年、東映）の原作[29]
- 愛と子宮に花束を ~夜のオネエサンの母娘論~（2017年5月、幻冬舎、ISBN 978-4-3440-3117-3）
- おじさんメモリアル（2017年8月、扶桑社、ISBN 978-4-5940-7803-4）
- オンナの値段（2017年12月、講談社、ISBN 978-4-0622-0887-1）
- 女がそんなことで喜ぶと思うなよ ~愚男愚女愛憎世間今昔絵巻（2019年6月、集英社、ISBN 978-4-0878-8011-3）
- すべてを手に入れたってしあわせなわけじゃない（2019年11月、マガジンハウス、ISBN 978-4-8387-3076-6）
- 可愛くってずるくっていじわるな妹になりたい （2020年1月、講談社、ISBN 978-4-0651-8901-6）
- 非・絶滅男女図鑑 男はホントに話を聞かないし、女も頑固に地図は読まない（2020年8月、集英社、ISBN 978-4-0878-8043-4）
- JJとその時代 女のコは雑誌に何を夢見たのか（光文社新書、2021年12月、ISBN 978-4-3340-4583-8）
- ニッポンのおじさん（2021年4月、KADOKAWA、ISBN 978-4-0411-1144-4）
- 娼婦の本棚（2022年4月、中公新書ラクレ、ISBN 978-4-1215-0761-7）
- ギフテッド（2022年7月、文藝春秋、ISBN 978-4-16-391572-2） - ※芥川龍之介賞候補作品
- グレイスレス（2023年1月、文藝春秋）芥川賞候補作品
  - ギフテッド／グレイスレス（2025年4月、文春文庫）ISBN 978-4-16-792354-9
- 浮き身（2023年6月、新潮社）
- トラディション（2023年12月、講談社）
- YUKARI（2024年2月、徳間書店）
- 不倫論　この生きづらい世界で愛について考えるために（2024年9月、平凡社）
- ノー・アニマルズ（2025年3月、集英社）

### 共著
- 往復書簡 限界から始まる（鈴木涼美・上野千鶴子 共著）、幻冬舎、2021年7月 / 幻冬舎文庫、2024年4月

### その他
- 旅人の表現術（角幡唯介 著、集英社、2016年6月、ISBN 978-4-0878-1611-2） - 一部寄稿「西陣、北山 富士登山について」
- 社会が漂白され尽くす前に 開沼博対談集（徳間書店、2017年8月、ISBN 978-4-1986-4458-1） - 対談「女性を夢中にさせるAV界の構造」
- FANZA BOOK（スモール出版、2019年7月、ISBN 978-4-9051-5868-4） - 一部寄稿

## 連載
- 週刊SPA! 巻頭コラム『8cmヒールで踏みつけたい』[28]
- ELLE online 月刊コラム[28]
- 幻冬舎プラス 「夜のオネエサン@文化系」[28]
- 中央公論.jp 「夜を生き抜く言葉たち」[28]
- MASH UP! 歌舞伎町 月刊コラム[28]

## 出演

### テレビ番組
- 『お悩み相談バラエティーオレたちでいいの?』（日本テレビ）[30]
- 『サンデージャポン』（TBSテレビ）[30]
- 『有吉ジャポン』（TBSテレビ）[30]
- 『有田哲平の夢なら醒めないで』（TBSテレビ）[30]
- 『スマートフォンデュ』（テレビ朝日）[30]
- 『美女も野獣』（テレビ朝日）[30]
- 『憤る人をなだめる「まぁまぁマイク」＆働く女を徹底取材「なぜ？そこ？」2本立てSP（テレビ朝日）[30]
- 『おしゃべりオジサンと怒れる女』（テレビ東京）[30]
- 『TOKYOストーリーズ』（BSフジ）[30]
- 『水曜日のニュース・ロバートソン』（BSスカパー!）[30]

### ウェブ番組
- 『勝手に出口調査』（AbemaTV）[30] - レギュラーコメンテーター
- 『千原ジュニアのキング・オブ・ディベート』（AbemaTV）[30] - 準レギュラー
- 『みのもんたのよるバズ！』（AbemaTV）[30] - コメンテーター
- 『NewsBAR橋下』（AbemaTV）[30]
- 『エアレボリューション』（ニコニコ生放送）[31]

### 雑誌
- 『and GIRL』（エムオン・エンタテインメント）[28]
- 『FRaU』（講談社）[28]
- 『日経WOMAN』（日経BP社）[28]
- 『PRESIDENT』（プレジデント社）[28]
- 『FRIDAY』（講談社）[28]
- 『東洋経済』（東洋経済出版社）[28]
- 『with (雑誌)』（講談社）[28]
- 『週刊SPA!』（扶桑社）[28]
- 『週刊現代』（講談社）[28]
- 『週刊大衆』（双葉社）[28]
- 『AERA』（朝日新聞出版）[28]
- 『GQ JAPAN』（コンデナスト社）[28]
- 『文學界』（文藝春秋） - エセー寄稿[28]
- 『新潮』（新潮社） - エッセイ寄稿[28]
- 『文藝』（河出書房新社） - エッセイ（文芸）[28]
- 『smart (雑誌)』（宝島社）[28]

### 新聞
- 『朝日新聞』「著者に会いたい」[28]
- 『産経新聞』 - 寄稿[28]